# Liste des joueurs du RFC Tilleur-Saint-Nicolas
Cette liste reprend les 403 joueurs de football qui ont évolué au R. FC Tilleur-Saint-Nicolas (matricule 21) depuis la fondation du club.
ATTENTION : les joueurs de l'actuel R. FC Tilleur (ex-Cité Sport Grâce-Hollogne, matricule 2913), de l'ancien R. FC Tilleur-Saint-Gilles (matricule 2878, absorbé par le précédent) ou du FC Tilleur-Saint-Nicolas (matricule 9405, absorbé par le précédent) ne peuvent PAS être ajoutés à cette liste.
- Haut – A
- B
- C
- D
- E
- F
- G
- H
- I
- J
- K
- L
- M
- N
- O
- P
- Q
- R
- S
- T
- U
- V
- W
- X
- Y
- Z

## A
| Joueur          | Nationalité | Position | Date de naissance | Période(s)           | Matches (dont D1) | Buts | Jaunes | Rouges |
| --------------- | ----------- | -------- | ----------------- | -------------------- | ----------------- | ---- | ------ | ------ |
| Florent Aarts   | Belgique    | ?        | ?                 | 1975-1976            | 0 (0)             | 0    | 0      | 0      |
| Gerlando Agro   | Belgique    | ?        | ?                 | 1982-1983            | 0 (0)             | 0    | 0      | 0      |
| Giuseppe Agro   | Belgique    | ?        | 14/12/1963        | 1983-1986            | 0 (0)             | 2    | 0      | 0      |
| Gaspard Alaerts | Belgique    | ?        | ?                 | 1925-1926            | 1 (1)             | 0    | 0      | 0      |
| Giuseppe Alba   | Belgique    | ?        | 21/07/1957        | 1975-1976            | 0 (0)             | 0    | 0      | 0      |
| Dahmane Amira   | Belgique    | ?        | 15/04/1957        | 1983-1984            | 0 (0)             | 0    | 0      | 0      |
| René Andries    | Belgique    | ?        | 9/03/1944         | 1964-1965, 1970-1971 | 0 (0)             | 0    | 0      | 0      |
| Julien Andrieux | Belgique    | ?        | 28/06/1936        | 1956-1957            | 4 (4)             | 0    | 0      | 0      |

## B
| Joueur                   | Nationalité | Position          | Date de naissance | Période(s)           | Matches (dont D1) | Buts | Jaunes | Rouges |
| ------------------------ | ----------- | ----------------- | ----------------- | -------------------- | ----------------- | ---- | ------ | ------ |
| Dany Baerts              | Belgique    | ?                 | ?                 | 1971-1975            | 0 (0)             | 0    | 0      | 0      |
| Francis Bairin           | Belgique    | ?                 | 7/3/1952          | 1974-1975            | 0 (0)             | 0    | 0      | 0      |
| Maryan Bakalarczyk       | Belgique    | ?                 | 27/10/1927        | 1945-1946            | 0 (0)             | 0    | 0      | 0      |
| Stanislas Bakalarczyk    | Belgique    | ?                 | 26/10/1926        | 1948-1949            | 0 (0)             | 0    | 0      | 0      |
| Willy Bamona-Lubelu      | Belgique    | ?                 | 5/12/1970         | 1993-1994            | 2 (0)             | 0    | 0      | 0      |
| Luis Banza               | Belgique    | ?                 | 26/01/1970        | 1990-1993            | 80 (0)            | 11   | 7      | 0      |
| Thierry Barankiewicz     | Belgique    | ?                 | 3/10/1958         | 1985-1986            | 0 (0)             | 0    | 0      | 0      |
| Christian Baratte        | Belgique    | ?                 | 20/10/1957        | 1986-1987            | 0 (0)             | 0    | 0      | 0      |
| Alain Barbier            | Belgique    | ?                 | 2/12/1968         | 1990-1994            | 67 (0)            | 27   | 4      | 3      |
| Raphaël Barrientos Parra | Espagne     | ?                 | 21/09/1962        | 1982-1983            | 0 (0)             | 0    | 0      | 0      |
| Bruno Bartolucci         | Belgique    | ?                 | ?                 | 1986-1987            | 0 (0)             | 0    | 0      | 0      |
| Joseph Bastin            | Belgique    | ?                 | ?                 | 1964-1966            | 0 (0)             | 0    | 0      | 0      |
| Jean-Michel Bauduin      | Belgique    | ?                 | 30/09/1955        | 1978-1981            | 0 (0)             | 0    | 0      | 0      |
| Eric Baugniet            | Belgique    | Défenseur         | 16/07/1966        | 1986-1988            | 8 (0)             | 0    | 1      | 0      |
| Camiel Beckhols          | Belgique    | ?                 | ?                 | 1933-1942            | 0 (0)             | 0    | 0      | 0      |
| Jean Begon               | Belgique    | ?                 | 1/09/1906         | 1928-1929            | 0 (0)             | 0    | 0      | 0      |
| Guy Bernkens             | Belgique    | ?                 | ?                 | 1974-1976            | 0 (0)             | 0    | 0      | 0      |
| Lucien Bertrand          | Belgique    | ?                 | 7/05/1947         | 1972-1976            | 0 (0)             | 0    | 0      | 0      |
| Rene Beulers             | Belgique    | ?                 | ?                 | 1951-1957            | 0 (0)             | 0    | 0      | 0      |
| José Bex                 | Belgique    | Attaquant         | 5/07/1947         | 1967-1971            | 0 (0)             | 18   | 0      | 0      |
| Agapito Bilbao           | Belgique    | ?                 | 1/12/1927         | 1954-1960            | 0 (0)             | 0    | 0      | 0      |
| Émile Binet              | Belgique    | Attaquant         | 3/07/1922         | 1951-1956            | 0 (0)             | 0    | 0      | 0      |
| Francis Bissot           | Belgique    | ?                 | ?                 | 1966-1970            | 0 (0)             | 0    | 0      | 0      |
| Rene Blavier             | Belgique    | ?                 | ?                 | 1933-1934            | 0 (0)             | 0    | 0      | 0      |
| Jacques Bodart           | Belgique    | Gardien de but    | ?                 | 1964-1969            | 0 (0)             | 0    | 0      | 0      |
| Vincent Bodart           | Belgique    | ?                 | 28/04/1970        | 1994-1995            | 3 (0)             | 0    | 0      | 0      |
| Bernard Bollette         | Belgique    | ?                 | 4/07/1959         | 1985-1987            | 0 (0)             | 0    | 0      | 0      |
| Daniel Bongrand          | Belgique    | ?                 | 5/12/1963         | 1984-1985            | 0 (0)             | 0    | 0      | 0      |
| Georges Bonhivers        | Belgique    | Milieu de terrain | 2/03/1900         | 1925-1927            | 17 (17)           | 5    | 0      | 0      |
| Joseph Bonnechere        | Belgique    | ?                 | ?                 | 1954-1955            | 5 (5)             | 0    | 0      | 0      |
| Pierre Borret            | Belgique    | ?                 | 18/02/1932        | 1955-1957            | 0 (0)             | 0    | 0      | 0      |
| André Bortels            | Belgique    | ?                 | 5/09/1932         | 1951-1955            | 0 (0)             | 0    | 0      | 0      |
| Fabrice Bosny            | Belgique    | Défenseur         | 13/10/1971        | 1993-1995            | 49 (0)            | 3    | 4      | 2      |
| Jean-François Bossy      | Belgique    | ?                 | 10/05/1975        | 1994-1995            | 0 (0)             | 0    | 0      | 0      |
| Gilbert Boulanger        | Belgique    | ?                 | ?                 | 1969-1970            | 0 (0)             | 0    | 0      | 0      |
| Marc Brijjak             | Belgique    | ?                 | 10/10/1963        | 1982-1985, 1986-1995 | 81 (0)            | 0    | 5      | 0      |
| Patrice Broeders         | Belgique    | Défenseur         | 2/09/1953         | 1980-1988            | 30 (0)            | 0    | 0      | 1      |
| René Broeders            | Belgique    | ?                 | ?                 | 1941-1943            | 0 (0)             | 0    | 0      | 0      |
| Albertus Buntincx        | Belgique    | ?                 | ?                 | 1941-1948            | 0 (0)             | 0    | 0      | 0      |
| Joseph Buono             | Belgique    | ?                 | 21/08/1968        | 1991-1992            | 10 (0)            | 0    | 0      | 0      |
| Jean-Luc Burette         | Belgique    | ?                 | 17/10/1958        | 1983-1985            | 0 (0)             | 0    | 1      | 0      |
| Christophe Burnet        | Belgique    | ?                 | 5/06/1975         | 1994-1995            | 1 (0)             | 0    | 0      | 0      |
| Henri Buttenaers         | Belgique    | ?                 | 27/09/1923        | 1942-1948            | 0 (0)             | 0    | 0      | 0      |

## C
| Joueur                         | Nationalité | Position       | Date de naissance | Période(s) | Matches (dont D1) | Buts | Jaunes | Rouges |
| ------------------------------ | ----------- | -------------- | ----------------- | ---------- | ----------------- | ---- | ------ | ------ |
| Pedro Manuel Caetano Rodrigues | Belgique    | ?              | 30/04/1974        | 1993-1994  | 3 (0)             | 0    | 0      | 0      |
| Franco Cagnazzo                | Belgique    | ?              | 20/09/1954        | 1975-1977  | 0 (0)             | 0    | 0      | 0      |
| Philippe Caprasse              | Belgique    | ?              | 28/03/1964        | 1980-1986  | 0 (0)             | 0    | 0      | 0      |
| Pierre Caprasse                | Belgique    | ?              | 26/11/1969        | 1984-1985  | 0 (0)             | 0    | 0      | 0      |
| Daniel Carisio                 | Belgique    | ?              | 7/03/1957         | 1974-1981  | 0 (0)             | 0    | 0      | 0      |
| Valentino Carisio              | Belgique    | ?              | 5/07/1931         | 1957-1959  | 0 (0)             | 0    | 0      | 0      |
| Hugues Carrier                 | Belgique    | Attaquant      | 6/04/1969         | 1990-1993  | 49 (0)            | 10   | 1      | 0      |
| Salvatore Casamento            | Belgique    | Attaquant      | 15/02/1955        | 1979-1984  | 0 (0)             | 0    | 0      | 0      |
| Paolo Casarotto                | Italie      | ?              | ?                 | 1965-1971  | 0 (0)             | 0    | 0      | 0      |
| Diego Castello                 | Belgique    | ?              | 22/09/1961        | 1990-1992  | 52 (0)            | 3    | 2      | 0      |
| François Charlier              | Belgique    | ?              | ?                 | 1925-1926  | 1 (1)             | 0    | 0      | 0      |
| Jean-Marie Chauveheid          | Belgique    | ?              | 9/11/1956         | 1981-1984  | 30 (0)            | 0    | 0      | 0      |
| Jacques Christophe             | Belgique    | ?              | ?                 | 1952-1957  | 0 (0)             | 0    | 0      | 0      |
| Daniel Claesen                 | Belgique    | ?              | 3/05/1959         | 1975-1976  | 0 (0)             | 0    | 0      | 0      |
| Stéphane Clerbois              | Belgique    | ?              | 10/05/1967        | 1984-1989  | 0 (0)             | 0    | 0      | 0      |
| Oscar Colas                    | Belgique    | ?              | ?                 | 1950-1952  | 0 (0)             | 0    | 0      | 0      |
| François Colin                 | Belgique    | ?              | ?                 | 1964-1972  | 0 (0)             | 0    | 0      | 0      |
| Daniel Collard                 | Belgique    | ?              | 22/09/1951        | 1971-1972  | 0 (0)             | 0    | 0      | 0      |
| Michel Collard                 | Belgique    | ?              | 5/09/1963         | 1989-1995  | 122 (0)           | 11   | 17     | 5      |
| Théo Collette                  | Belgique    | Gardien de but | 6/11/1927         | 1949-1951  | 0 (0)             | 0    | 0      | 0      |
| Jean-Paul Colonval             | Belgique    | Attaquant      | 2/02/1940         | 1964-1966  | 0 (0)             | 25   | 0      | 0      |
| Valère Coninckx                | Belgique    | ?              | ?                 | 1950-1965  | 0 (0)             | 0    | 0      | 0      |
| August Coolen                  | Belgique    | ?              | 27/09/1947        | 1967-1976  | 0 (0)             | 0    | 0      | 0      |
| Raymond Corbaye                | Belgique    | Attaquant      | 29/04/1943        | 1965-1970  | 0 (0)             | 27   | 0      | 0      |
| Jean-Paul Coulonval            | Belgique    | ?              | ?                 | 1967-1971  | 0 (0)             | 0    | 0      | 0      |
| Wilhelmus Craeghs              | Belgique    | ?              | 10/06/1953        | 1975-1976  | 0 (0)             | 0    | 0      | 0      |
| Mathieu Crauwels               | Belgique    | ?              | 21/07/1961        | 1984-1985  | 0 (0)             | 4    | 3      | 1      |
| Ido Cremasco                   | Belgique    | Attaquant      | 3/08/1952         | 1970-1988  | 0 (0)             | 0    | 0      | 0      |
| Jean Cremers                   | Belgique    | ?              | ?                 | 1925-1934  | 0 (0)             | 0    | 0      | 0      |
| Jean-Pierre Crenerinne         | Belgique    | ?              | 19/09/1968        | 1990-1995  | 89 (0)            | 6    | 5      | 1      |
| Yvan Crommelinck               | Belgique    | ?              | ?                 | 1965-1970  | 0 (0)             | 0    | 0      | 0      |
| Jean-Paul Crucifix             | Belgique    | Gardien de but | 2/06/1949         | 1969-1976  | 0 (0)             | 0    | 0      | 0      |
| Fabio Crucil                   | Italie      | Défenseur      | 29/10/1974        | 1994-1995  | 12 (0)            | 0    | 1      | 0      |
| René Cuppens                   | Belgique    | ?              | ?                 | 1952-1956  | 0 (0)             | 0    | 0      | 0      |
| Michel Cuvelier                | Belgique    | ?              | 23/03/1958        | 1978-1980  | 0 (0)             | 0    | 0      | 0      |
| Jean Cuypers                   | Belgique    | ?              | ?                 | 1933-1934  | 3 (3)             | 1    | 0      | 0      |

## D
| Joueur                 | Nationalité | Position          | Date de naissance | Période(s) | Matches (dont D1) | Buts | Jaunes | Rouges |
| ---------------------- | ----------- | ----------------- | ----------------- | ---------- | ----------------- | ---- | ------ | ------ |
| François Daenen        | Belgique    | Gardien de but    | 25/08/1919        | 1941-1955  | 0 (0)             | 0    | 0      | 0      |
| Juan-Carlos D'Alpaos   | Belgique    | ?                 | 15/02/1952        | 1983-1985  | 0 (0)             | 0    | 0      | 0      |
| Claude Dardenne        | Belgique    | ?                 | 14/02/1944        | 1968-1970  | 0 (0)             | 0    | 0      | 0      |
| Patrick Dardenne       | Belgique    | ?                 | 15/12/1962        | 1986-1987  | 0 (0)             | 0    | 0      | 0      |
| Jean-Pierre D'Armiento | Belgique    | ?                 | ?                 | 1986-1987  | 0 (0)             | 0    | 0      | 0      |
| Eric De Ceulaer        | Belgique    | ?                 | ?                 | 1971-1972  | 0 (0)             | 0    | 0      | 0      |
| Jean De Martin         | Belgique    | ?                 | 2/01/1931         | 1955-1959  | 0 (0)             | 0    | 0      | 0      |
| Lucien Debefve         | Belgique    | ?                 | 21/09/1939        | 1957-1961  | 0 (0)             | 0    | 0      | 0      |
| Marcel Deboedt         | Belgique    | ?                 | 5/04/1926         | 1956-1959  | 0 (0)             | 0    | 0      | 0      |
| Joseph Declaye         | Belgique    | ?                 | ?                 | 1925-1926  | 6 (6)             | 0    | 0      | 0      |
| Félix Deculot          | Belgique    | ?                 | ?                 | 1928-1934  | 0 (0)             | 0    | 0      | 0      |
| René Delchambre        | Belgique    | ?                 | ?                 | 1962-1966  | 0 (0)             | 0    | 0      | 0      |
| Christian Delcorde     | Belgique    | ?                 | 7/01/1953         | 1975-1976  | 0 (0)             | 0    | 0      | 0      |
| Claude Demarteau       | Belgique    | ?                 | 24/04/1947        | 1967-1968  | 0 (0)             | 0    | 0      | 0      |
| François Demarteau     | Belgique    | ?                 | 18/01/1938        | 1966-1971  | 0 (0)             | 0    | 0      | 0      |
| Philippe Demarteau     | Belgique    | ?                 | 22/04/1962        | 1987-1988  | 0 (0)             | 0    | 0      | 0      |
| Guy Denis              | Belgique    | Attaquant         | 12/04/1949        | 1972-1975  | 0 (0)             | 24   | 0      | 0      |
| Arthur Depierreux      | Belgique    | ?                 | ?                 | 1952-1954  | 0 (0)             | 0    | 0      | 0      |
| Éric Depireux          | Belgique    | Milieu de terrain | 18/02/1972        | 1992-1993  | 22 (0)            | 2    | 3      | 0      |
| Henri Depireux         | Belgique    | Milieu de terrain | 1/02/1944         | 1978-1980  | 0 (0)             | 0    | 0      | 0      |
| René Deprez            | Belgique    | ?                 | 7/04/1939         | 1957-1958  | 0 (0)             | 0    | 0      | 0      |
| Werner Deprez          | Belgique    | ?                 | 4/01/1941         | 1957-1958  | 0 (0)             | 0    | 0      | 0      |
| Claude Deproot         | Belgique    | ?                 | 18/07/1956        | 1974-1976  | 0 (0)             | 0    | 0      | 0      |
| Louis Derbaix          | Belgique    | ?                 | ?                 | 1925-1926  | 0 (0)             | 0    | 0      | 0      |
| Louis Derwa            | Belgique    | ?                 | 5/06/1964         | 1985-1988  | 0 (0)             | 0    | 0      | 0      |
| Albert Detournay       | Belgique    | ?                 | 30/12/1920        | 1941-1951  | 0 (0)             | 0    | 0      | 0      |
| Georges Detournay      | Belgique    | ?                 | ?                 | 1984-1985  | 0 (0)             | 0    | 0      | 0      |
| Jean Dewil             | Belgique    | ?                 | 3/12/1962         | 1983-1987  | 0 (0)             | 2    | 4      | 0      |
| Piero Di Prospero      | Belgique    | ?                 | ?                 | 1968-1969  | 0 (0)             | 0    | 0      | 0      |
| Fernand Dierendonck    | Belgique    | ?                 | 16/01/1936        | 1956-1961  | 0 (0)             | 0    | 0      | 0      |
| Michel Dighneef        | Belgique    | ?                 | ?                 | 1955-1960  | 0 (0)             | 0    | 0      | 0      |
| René Dighneef          | Belgique    | ?                 | ?                 | 1925-1929  | 0 (0)             | 0    | 0      | 0      |
| Raoul Dispas           | Belgique    | ?                 | ?                 | 1925-1926  | 1 (1)             | 0    | 0      | 0      |
| Eric Dreezen           | Belgique    | ?                 | 22/03/1955        | 1972-1976  | 0 (0)             | 0    | 0      | 0      |
| Jean-Marie Duchaine    | Belgique    | ?                 | 6/07/1946         | 1966-1967  | 1 (1)             | 0    | 0      | 0      |
| Jean-Paul Duchesne     | Belgique    | ?                 | ?                 | 1967-1969  | 0 (0)             | 0    | 0      | 0      |
| André Dudzinski        | Belgique    | ?                 | ?                 | 1975-1976  | 0 (0)             | 0    | 0      | 0      |
| Nedzad Duracak         | Belgique    | ?                 | 2/10/1966         | 1991-1992  | 4 (0)             | 0    | 0      | 0      |

## E
| Joueur                | Nationalité | Position | Date de naissance | Période(s) | Matches (dont D1) | Buts | Jaunes | Rouges |
| --------------------- | ----------- | -------- | ----------------- | ---------- | ----------------- | ---- | ------ | ------ |
| Alexandre Ebertzheim  | Belgique    | ?        | 1/10/1900         | 1919-1927  | 12 (12)           | 0    | 0      | 0      |
| Alexandre Ebertzheim  | Belgique    | ?        | 15/08/1927        | 1948-1949  | 3 (3)             | 1    | 0      | 0      |
| Jacques Ebertzheim    | Belgique    | ?        | 19/07/1899        | 1919-1926  | 17 (17)           | 1    | 0      | 0      |
| Musamba Ebola M'Benge | Belgique    | ?        | 10/05/1970        | 1992-1993  | 4 (0)             | 0    | 0      | 0      |
| Pierre Eerdekens      | Belgique    | ?        | 16/08/1927        | 1949-1950  | 1 (1)             | 0    | 0      | 0      |
| Abdel Elabar          | Belgique    | ?        | 19/02/1969        | 1993-1995  | 58 (0)            | 6    | 5      | 0      |
| François Engelmann    | Belgique    | ?        | ?                 | 1956-1958  | 0 (0)             | 0    | 0      | 0      |
| Patrick Esposito      | Belgique    | ?        | 20/07/1958        | 1986-1987  | 0 (0)             | 0    | 0      | 0      |
| Raymond Evrard        | Belgique    | ?        | 13/12/1958        | 1975-1979  | 0 (0)             | 0    | 0      | 0      |

## F
| Joueur              | Nationalité | Position          | Date de naissance | Période(s) | Matches (dont D1) | Buts | Jaunes | Rouges |
| ------------------- | ----------- | ----------------- | ----------------- | ---------- | ----------------- | ---- | ------ | ------ |
| Ernaldo Fabri       | Belgique    | ?                 | 3/09/1961         | 1980-1987  | 0 (0)             | 0    | 2      | 0      |
| Giorgio Fabri       | Belgique    | ?                 | ?                 | 1975-1976  | 0 (0)             | 0    | 0      | 0      |
| Adriano Fabris      | Belgique    | ?                 | ?                 | 1975-1976  | 0 (0)             | 0    | 0      | 0      |
| Chretien Fabry      | Belgique    | ?                 | ?                 | 1957-1958  | 3 (3)             | 0    | 0      | 0      |
| Equantino Falcione  | Belgique    | ?                 | 3/09/1966         | 1985-1987  | 0 (0)             | 0    | 0      | 0      |
| Marc Falla          | Belgique    | ?                 | 10/03/1963        | 1985-1986  | 0 (0)             | 0    | 0      | 0      |
| Roland Felix        | Belgique    | ?                 | ?                 | 1966-1967  | 0 (0)             | 0    | 0      | 0      |
| Jean-Luc Ferdinand  | Belgique    | ?                 | 16/05/1970        | 1994-1995  | 0 (0)             | 0    | 0      | 0      |
| Jacques Fermont     | Belgique    | ?                 | 28/09/1965        | 1989-1992  | 9 (0)             | 0    | 0      | 0      |
| Albert Ferraretto   | Belgique    | ?                 | ?                 | 1958-1960  | 1 (1)             | 0    | 0      | 0      |
| Elmo Ferreira Neres | Belgique    | ?                 | 25/11/1973        | 1991-1992  | 5 (0)             | 1    | 0      | 0      |
| Francesco Ferro     | Belgique    | ?                 | 30/08/1974        | 1994-1995  | 4 (0)             | 0    | 0      | 0      |
| Fabian Fevry        | Belgique    | Milieu de terrain | 7/03/1975         | 1994-1995  | 19 (0)            | 7    | 3      | 2      |
| Giovanni Fimiani    | Belgique    | ?                 | 27/12/1958        | 1986-1991  | 24 (0)            | 2    | 0      | 0      |
| Ante Franic         | Belgique    | ?                 | 11/04/1929        | 1947-1952  | 0 (0)             | 0    | 0      | 0      |
| Georges Frippiat    | Belgique    | ?                 | ?                 | 1950-1951  | 6 (6)             | 1    | 0      | 0      |
| Marcel Fyon         | Belgique    | ?                 | ?                 | 1969-1970  | 0 (0)             | 0    | 0      | 0      |

## G
| Joueur                   | Nationalité | Position       | Date de naissance | Période(s)           | Matches (dont D1) | Buts | Jaunes | Rouges |
| ------------------------ | ----------- | -------------- | ----------------- | -------------------- | ----------------- | ---- | ------ | ------ |
| Bekim Ganiu              | Macédoine   | Défenseur      | 15/04/1972        | 1991-1995            | 71 (0)            | 13   | 8      | 0      |
| Andriano Gattesco        | Belgique    | ?              | 17/05/1953        | 1975-1976            | 0 (0)             | 0    | 0      | 0      |
| Philippe Gérard          | Belgique    | ?              | ?                 | 1975-1976            | 0 (0)             | 0    | 0      | 0      |
| Luigi Ghizzi             | Belgique    | ?              | 28/05/1936        | 1959-1960            | 0 (0)             | 0    | 0      | 0      |
| Jean-Marie Gillet        | Belgique    | ?              | 22/11/1957        | 1978-1983            | 0 (0)             | 0    | 0      | 0      |
| Michel Giurato           | Belgique    | ?              | 3/01/1966         | 1984-1987            | 0 (0)             | 0    | 0      | 0      |
| Marcel Goelen            | Belgique    | ?              | ?                 | 1927-1929            | 12 (12)           | 0    | 0      | 0      |
| André Gomant             | Belgique    | ?              | 26/08/1929        | 1948-1953            | 0 (0)             | 0    | 0      | 0      |
| Anderson Gomez           | Belgique    | ?              | 6/05/1968         | 1993-1995            | 8 (0)             | 0    | 0      | 0      |
| Pedro Jose Gomez Vadillo | Espagne     | Gardien de but | 8/03/1965         | 1990-1994            | 72 (0)            | 0    | 1      | 1      |
| Gilson Goncalves         | Belgique    | ?              | 10/01/1973        | 1991-1994            | 28 (0)            | 1    | 2      | 0      |
| Pierre Goorts            | Belgique    | ?              | ?                 | 1925-1926            | 3 (3)             | 0    | 0      | 0      |
| Henri Goossens           | Belgique    | ?              | 11/09/1955        | 1971-1982            | 0 (0)             | 0    | 0      | 0      |
| Said Goumanousz          | Belgique    | ?              | 20/06/1973        | 1994-1995            | 11 (0)            | 0    | 3      | 0      |
| Andre Greatti            | Belgique    | ?              | 1/02/1958         | 1978-1979            | 0 (0)             | 0    | 0      | 0      |
| Pierre Greatti           | Belgique    | ?              | 16/09/1956        | 1974-1984            | 0 (0)             | 0    | 0      | 0      |
| Gregorio Greco           | Belgique    | ?              | 5/05/1963         | 1986-1987            | 0 (0)             | 0    | 0      | 0      |
| Jean Grignet             | Belgique    | ?              | ?                 | 1933-1934            | 14 (14)           | 0    | 0      | 0      |
| Guy Grimberieux          | Belgique    | ?              | ?                 | 1954-1971            | 0 (0)             | 0    | 0      | 0      |
| Edgard Grootaerts        | Belgique    | ?              | ?                 | 1954-1961            | 0 (0)             | 0    | 0      | 0      |
| Theophile Grosjean       | Belgique    | ?              | ?                 | 1945-1946            | 16 (16)           | 1    | 0      | 0      |
| Filip Gudelj             | Belgique    | ?              | 9/04/1965         | 1984-1987            | 0 (0)             | 2    | 0      | 0      |
| Stéphane Gudelj          | Belgique    | ?              | 25/02/1964        | 1983-1991, 1992-1993 | 16 (0)            | 1    | 1      | 1      |
| Carlos Guffens           | Belgique    | ?              | ?                 | 1925-1928            | 16 (16)           | 0    | 0      | 0      |
| Denis Guy                | Belgique    | ?              | ?                 | 1973-1974            | 0 (0)             | 0    | 0      | 0      |

## H
| Joueur            | Nationalité | Position          | Date de naissance | Période(s) | Matches (dont D1) | Buts | Jaunes | Rouges |
| ----------------- | ----------- | ----------------- | ----------------- | ---------- | ----------------- | ---- | ------ | ------ |
| Dimitri Habran    | Belgique    | Gardien de but    | 22/08/1975        | 1994-1995  | 25 (0)            | 0    | 1      | 0      |
| Jacques Hacken    | Belgique    | ?                 | 20/09/1933        | 1954-1956  | 0 (0)             | 0    | 0      | 0      |
| Jacques Haecken   | Belgique    | ?                 | ?                 | 1954-1956  | 0 (0)             | 0    | 0      | 0      |
| Christophe Hanrez | Belgique    | ?                 | 6/09/1973         | 1993-1995  | 9 (0)             | 0    | 1      | 0      |
| Albert Hanson     | Belgique    | ?                 | 8/02/1914         | 1933-1946  | 0 (0)             | 0    | 0      | 0      |
| Julien Hasoppe    | Belgique    | ?                 | ?                 | 1925-1926  | 13 (13)           | 0    | 0      | 0      |
| Louis Hayens      | Belgique    | ?                 | ?                 | 1933-1934  | 5 (5)             | 1    | 0      | 0      |
| Louis Hella       | Belgique    | ?                 | ?                 | 1948-1949  | 1 (1)             | 0    | 0      | 0      |
| Paul Hendrickx    | Belgique    | ?                 | ?                 | 1948-1950  | 4 (4)             | 0    | 0      | 0      |
| Jean-Marc Hennin  | Belgique    | ?                 | 6/06/1965         | 1989-1992  | 26 (0)            | 4    | 1      | 1      |
| Oscar Herbillon   | Belgique    | ?                 | ?                 | 1941-1942  | 1 (1)             | 0    | 0      | 0      |
| Gilles Heuse      | Belgique    | ?                 | ?                 | 1957-1958  | 0 (0)             | 0    | 0      | 0      |
| Raymond Honings   | Belgique    | ?                 | ?                 | 1958-1963  | 13 (13)           | 0    | 0      | 0      |
| Victor Houet      | Belgique    | Milieu de terrain | 2/09/1900         | 1923-1934  | 0 (0)             | 0    | 0      | 0      |
| Nicolas Hoydonckx | Belgique    | Défenseur         | 29/12/1900        | 1933-1934  | 0 (0)             | 0    | 0      | 0      |
| Victor Huet       | Belgique    | ?                 | ?                 | 1953-1954  | 1 (1)             | 0    | 0      | 0      |

## I
| Joueur      | Nationalité | Position | Date de naissance | Période(s) | Matches (dont D1) | Buts | Jaunes | Rouges |
| ----------- | ----------- | -------- | ----------------- | ---------- | ----------------- | ---- | ------ | ------ |
| René Irgel  | Belgique    | ?        | 25/10/1927        | 1943-1959  | 0 (0)             | 0    | 0      | 0      |
| Jacky Ista  | Belgique    | ?        | 11/10/1966        | 1986-1991  | 4 (0)             | 0    | 0      | 0      |
| Marcel Ista | Belgique    | ?        | 16/06/1923        | 1943-1946  | 5 (5)             | 1    | 0      | 0      |

## J
| Joueur                 | Nationalité | Position  | Date de naissance | Période(s) | Matches (dont D1) | Buts | Jaunes | Rouges |
| ---------------------- | ----------- | --------- | ----------------- | ---------- | ----------------- | ---- | ------ | ------ |
| Marcel Jacquemain      | Belgique    | ?         | ?                 | 1960-1967  | 0 (0)             | 0    | 0      | 0      |
| Émile Jacquemart       | Belgique    | ?         | ?                 | 1945-1946  | 3 (3)             | 0    | 0      | 0      |
| Élie Jamart            | Belgique    | Attaquant | 19/08/1906        | 1925-1929  | 0 (0)             | 0    | 0      | 0      |
| Maurice Jamart         | Belgique    | Attaquant | ?                 | 1927-1934  | 0 (0)             | 0    | 0      | 0      |
| Marcel Jamotte         | Belgique    | ?         | ?                 | 1950-1960  | 0 (0)             | 0    | 0      | 0      |
| Mohamed Salah Jendoubi | Belgique    | ?         | ?                 | 1972-1976  | 0 (0)             | 0    | 0      | 0      |
| Constant Joacim        | Belgique    | Défenseur | 3/03/1908         | 1941-1943  | 0 (0)             | 0    | 0      | 0      |
| Georges Joelants       | Belgique    | ?         | 21/10/1906        | 1925-1929  | 0 (0)             | 0    | 0      | 0      |
| Marcel Joelants        | Belgique    | ?         | 14/07/1905        | 1925-1929  | 0 (0)             | 0    | 0      | 0      |
| Francis Joie           | Belgique    | ?         | ?                 | 1963-1965  | 0 (0)             | 0    | 0      | 0      |
| Christian Jonckeau     | Belgique    | ?         | 31/03/1950        | 1973-1976  | 0 (0)             | 0    | 0      | 0      |
| Amand Céleste Junker   | Belgique    | ?         | ?                 | 1955-1956  | 1 (1)             | 0    | 0      | 0      |

## K
| Joueur             | Nationalité | Position  | Date de naissance | Période(s) | Matches (dont D1) | Buts | Jaunes | Rouges |
| ------------------ | ----------- | --------- | ----------------- | ---------- | ----------------- | ---- | ------ | ------ |
| Martin Kazadi      | Belgique    | ?         | ?                 | 1966-1970  | 1 (1)             | 0    | 0      | 0      |
| Christian Kelders  | Belgique    | ?         | 9/10/1961         | 1979-1980  | 0 (0)             | 0    | 0      | 0      |
| Theo Kellens       | Belgique    | ?         | 26/10/1951        | 1979-1980  | 0 (0)             | 0    | 0      | 0      |
| Daniel Kimoni      | Belgique    | Défenseur | 18/01/1971        | 1991-1993  | 20 (0)            | 4    | 1      | 0      |
| Joseph Kinet       | Belgique    | ?         | ?                 | 1957-1960  | 0 (0)             | 0    | 0      | 0      |
| Manfred Klimmeck   | Belgique    | ?         | 11/07/1939        | 1971-1972  | 0 (0)             | 0    | 0      | 0      |
| Jean Klimczak      | Belgique    | GK        | 09/07/1938        | 1959-1960  | 0 (0)             | 0    | 0      | 0      |
| Léopold Knuts      | Belgique    | ?         | 4/09/1909         | 1933-1951  | 0 (0)             | 0    | 0      | 0      |
| Maurice Knuts      | Belgique    | ?         | ?                 | 1925-1929  | 0 (0)             | 0    | 0      | 0      |
| Aleksander Kozlina | Belgique    | ?         | 20/12/1939        | 1972-1973  | 0 (0)             | 0    | 0      | 0      |
| Siegfried Krause   | Belgique    | ?         | 7/09/1944         | 1970-1972  | 0 (0)             | 0    | 0      | 0      |
| Theodoor Kumur     | Belgique    | ?         | ?                 | 1949-1956  | 0 (0)             | 0    | 0      | 0      |

## L
| Joueur                  | Nationalité | Position | Date de naissance | Période(s) | Matches (dont D1) | Buts | Jaunes | Rouges |
| ----------------------- | ----------- | -------- | ----------------- | ---------- | ----------------- | ---- | ------ | ------ |
| Albert Laforge          | Belgique    | ?        | 6/05/1917         | 1941-1946  | 0 (0)             | 0    | 0      | 0      |
| Albert Lambrechts       | Belgique    | ?        | ?                 | 1925-1928  | 0 (0)             | 0    | 0      | 0      |
| Jean-Jacques Lambrechts | Belgique    | ?        | 21/09/1923        | 1950-1956  | 0 (0)             | 0    | 0      | 0      |
| Jean Latet              | Belgique    | ?        | ?                 | 1956-1957  | 0 (0)             | 0    | 0      | 0      |
| Michel Laurent          | Belgique    | ?        | 18/11/1964        | 1981-1982  | 0 (0)             | 0    | 0      | 0      |
| Claude Lecocq           | Belgique    | ?        | ?                 | 1958-1959  | 12 (12)           | 2    | 0      | 0      |
| Léon Lehaen             | Belgique    | ?        | ?                 | 1968-1970  | 0 (0)             | 0    | 0      | 0      |
| Marcel Lemal            | Belgique    | ?        | 25/01/1963        | 1983-1986  | 0 (0)             | 0    | 0      | 0      |
| Albert Lenaerts         | Belgique    | ?        | ?                 | 1941-1946  | 0 (0)             | 0    | 0      | 0      |
| Gerzy Leszczyk          | Belgique    | ?        | 18/09/1961        | 1990-1994  | 90 (0)            | 35   | 7      | 1      |
| Jean Letawe             | Belgique    | ?        | ?                 | 1925-1926  | 4 (4)             | 0    | 0      | 0      |
| Patrice Leunen          | Belgique    | ?        | 27/01/1957        | 1978-1979  | 0 (0)             | 0    | 0      | 0      |
| Jean-Philippe Lhonneux  | Belgique    | ?        | 11/04/1960        | 1979-1980  | 0 (0)             | 0    | 0      | 0      |
| Calogero Licata         | Belgique    | ?        | 22/03/1949        | 1967-1975  | 0 (0)             | 0    | 0      | 0      |
| Marc Licata             | Belgique    | ?        | 30/08/1971        | 1992-1993  | 8 (0)             | 2    | 0      | 0      |
| Luigi Ligotti           | Belgique    | ?        | 3/10/1961         | 1980-1981  | 0 (0)             | 0    | 0      | 0      |
| Joseph Linnekens        | Belgique    | ?        | ?                 | 1933-1934  | 1 (1)             | 0    | 0      | 0      |
| Victor Lismonde         | Belgique    | ?        | ?                 | 1952-1957  | 0 (0)             | 0    | 0      | 0      |
| Raoul Lognard           | Belgique    | ?        | 26/03/1953        | 1979-1985  | 0 (0)             | 0    | 3      | 0      |
| André Lognoul           | Belgique    | ?        | 3/08/1953         | 1971-1972  | 0 (0)             | 0    | 0      | 0      |
| Albert Loneux           | Belgique    | ?        | 19/12/1954        | 1975-1978  | 28 (0)            | 0    | 0      | 0      |
| Jules Longdot           | Belgique    | ?        | 28/11/1931        | 1959-1961  | 0 (0)             | 0    | 0      | 0      |
| Hubert Lormans          | Belgique    | ?        | ?                 | 1967-1969  | 0 (0)             | 0    | 0      | 0      |
| Georges Louveau         | Belgique    | ?        | 5/12/1912         | 1928-1944  | 0 (0)             | 0    | 0      | 0      |
| René Louveau            | Belgique    | ?        | ?                 | 1925-1926  | 0 (0)             | 0    | 0      | 0      |
| Servais Lovinfosse      | Belgique    | ?        | 4/04/1938         | 1965-1967  | 0 (0)             | 0    | 0      | 0      |
| Dany Lowet              | Belgique    | ?        | 27/09/1961        | 1979-1987  | 0 (0)             | 0    | 0      | 0      |
| Bernard Lucas           | Belgique    | ?        | 30/11/1969        | 1988-1989  | 0 (0)             | 0    | 0      | 0      |
| Rudi Lucas              | Belgique    | ?        | ?                 | 1984-1985  | 0 (0)             | 0    | 1      | 0      |
| Victor Lunga            | Belgique    | ?        | ?                 | 1971-1973  | 0 (0)             | 0    | 0      | 0      |
| Gert Lux                | Belgique    | ?        | 29/09/1969        | 1990-1993  | 68 (0)            | 4    | 4      | 0      |

## M
| Joueur              | Nationalité | Position | Date de naissance | Période(s) | Matches (dont D1) | Buts | Jaunes | Rouges |
| ------------------- | ----------- | -------- | ----------------- | ---------- | ----------------- | ---- | ------ | ------ |
| Roger Maes          | Belgique    | ?        | ?                 | 1954-1959  | 0 (0)             | 0    | 0      | 0      |
| Luc Malherbe        | Belgique    | ?        | 11/12/1954        | 1981-1984  | 0 (0)             | 0    | 0      | 0      |
| Karel Mallants      | Belgique    | ?        | 4/11/1935         | 1964-1967  | 0 (0)             | 0    | 0      | 0      |
| Robert Manette      | Belgique    | ?        | ?                 | 1955-1958  | 0 (0)             | 0    | 0      | 0      |
| Emmanuel Marchal    | Belgique    | ?        | 29/11/1963        | 1982-1985  | 0 (0)             | 0    | 0      | 0      |
| Henri Marchal       | Belgique    | ?        | ?                 | 1928-1934  | 0 (0)             | 0    | 0      | 0      |
| Oreste Marchetti    | Belgique    | ?        | 27/10/1958        | 1978-1979  | 0 (0)             | 0    | 0      | 0      |
| Philippe Mardaga    | Belgique    | ?        | 9/10/1947         | 1972-1976  | 0 (0)             | 0    | 0      | 0      |
| Pascal Maréchal     | Belgique    | ?        | 20/07/1970        | 1993-1994  | 23 (0)            | 1    | 3      | 1      |
| Jean Marnette       | Belgique    | ?        | ?                 | 1966-1967  | 0 (0)             | 0    | 0      | 0      |
| Franco Martini      | Belgique    | ?        | 11/03/1957        | 1974-1975  | 0 (0)             | 0    | 0      | 0      |
| Franco Marzo        | Belgique    | ?        | 14/04/1961        | 1980-1987  | 0 (0)             | 0    | 0      | 0      |
| Cyrille Massart     | Belgique    | ?        | ?                 | 1958-1961  | 0 (0)             | 0    | 0      | 0      |
| Marcel Massart      | Belgique    | ?        | ?                 | 1949-1959  | 0 (0)             | 0    | 0      | 0      |
| Dane Mataic         | Belgique    | ?        | ?                 | 1972-1976  | 0 (0)             | 0    | 0      | 0      |
| Nicolas Mathonet    | Belgique    | ?        | ?                 | 1957-1958  | 0 (0)             | 0    | 0      | 0      |
| Eric Matroule       | Belgique    | ?        | 1/08/1967         | 1986-1987  | 0 (0)             | 0    | 0      | 0      |
| Michaël Mattart     | Belgique    | ?        | 10/06/1971        | 1994-1995  | 0 (0)             | 0    | 0      | 0      |
| Rene Melin          | Belgique    | ?        | 23/05/1948        | 1972-1976  | 0 (0)             | 0    | 0      | 0      |
| Jean Mellaert       | Belgique    | ?        | ?                 | 1928-1929  | 0 (0)             | 0    | 0      | 0      |
| Remigio Mena Zamora | Belgique    | ?        | 7/10/1972         | 1990-1992  | 3 (0)             | 0    | 0      | 0      |
| Luc Mestrez         | Belgique    | ?        | 8/11/1969         | 1992-1995  | 53 (0)            | 2    | 8      | 0      |
| Laurent Michel      | Belgique    | ?        | 29/11/1973        | 1993-1995  | 11 (0)            | 0    | 2      | 0      |
| Vital Misotten      | Belgique    | ?        | ?                 | 1949-1953  | 0 (0)             | 0    | 0      | 0      |
| Isidoro Modolo      | Belgique    | ?        | ?                 | 1957-1971  | 0 (0)             | 0    | 0      | 0      |
| Marcel Moineau      | Belgique    | ?        | ?                 | 1957-1960  | 0 (0)             | 0    | 0      | 0      |
| Stéphane Molnar     | Belgique    | ?        | 27/08/1973        | 1994-1995  | 24 (0)            | 2    | 4      | 1      |
| Louis Moreels       | Belgique    | ?        | ?                 | 1943-1944  | 0 (0)             | 0    | 0      | 0      |
| Jean-Luc Mossiat    | Belgique    | ?        | 23/11/1959        | 1977-1978  | 0 (0)             | 0    | 0      | 0      |
| Pierre Mousson      | Belgique    | ?        | 5/05/1974         | 1993-1995  | 34 (0)            | 0    | 2      | 0      |
| Robert Müller       | Belgique    | ?        | ?                 | 1945-1948  | 0 (0)             | 0    | 0      | 0      |
| Marian Musial       | Belgique    | ?        | 7/11/1923         | 1945-1946  | 0 (0)             | 0    | 0      | 0      |

## N
| Joueur            | Nationalité | Position          | Date de naissance | Période(s) | Matches (dont D1) | Buts | Jaunes | Rouges |
| ----------------- | ----------- | ----------------- | ----------------- | ---------- | ----------------- | ---- | ------ | ------ |
| Luc Naniot        | Belgique    | ?                 | 22/09/1972        | 1993-1994  | 3 (0)             | 0    | 0      | 0      |
| Elio Nardellotto  | Belgique    | ?                 | ?                 | 1967-1968  | 0 (0)             | 0    | 0      | 0      |
| Elio Nardoletto   | Belgique    | ?                 | ?                 | 1957-1961  | 0 (0)             | 0    | 0      | 0      |
| Velimir Naumović  | Yougoslavie | Milieu de terrain | 19/03/1936        | 1972-1976  | 0 (0)             | 0    | 0      | 0      |
| Daniel Nemes      | Belgique    | ?                 | 22/07/1971        | 1989-1995  | 77 (0)            | 8    | 1      | 0      |
| Jean Neys         | Belgique    | ?                 | 8/09/1943         | 1966-1975  | 0 (0)             | 0    | 0      | 0      |
| Jean Nicolay      | Belgique    | Gardien de but    | 27/12/1937        | 1971-1972  | 0 (0)             | 0    | 0      | 0      |
| Victor Niesen     | Belgique    | ?                 | 31/03/1935        | 1962-1968  | 0 (0)             | 0    | 0      | 0      |
| Gaston Nihoul     | Belgique    | ?                 | ?                 | 1941-1953  | 0 (0)             | 0    | 0      | 0      |
| Georges Noël      | Belgique    | ?                 | ?                 | 1942-1944  | 0 (0)             | 0    | 0      | 0      |
| Louis Noël        | Belgique    | ?                 | ?                 | 1942-1944  | 0 (0)             | 0    | 0      | 0      |
| Thierry Nonglaire | Belgique    | Attaquant         | 10/09/1971        | 1994-1995  | 26 (0)            | 7    | 0      | 0      |
| Henri Nottet      | Belgique    | Milieu de terrain | 1/11/1945         | 1967-1973  | 0 (0)             | 0    | 0      | 0      |
| Mario Nuozzi      | Belgique    | ?                 | 12/09/1956        | 1982-1985  | 0 (0)             | 5    | 1      | 1      |

## O
| Joueur               | Nationalité | Position          | Date de naissance | Période(s) | Matches (dont D1) | Buts | Jaunes | Rouges |
| -------------------- | ----------- | ----------------- | ----------------- | ---------- | ----------------- | ---- | ------ | ------ |
| Florejuan Olasagarre | Belgique    | ?                 | ?                 | 1967-1968  | 0 (0)             | 0    | 0      | 0      |
| Nunzio Olivieri      | Italie      | Milieu de terrain | 11/10/1972        | 1992-1995  | 77 (0)            | 5    | 4      | 0      |
| Étienne Orens        | Belgique    | ?                 | 12/01/1950        | 1971-1975  | 0 (0)             | 0    | 0      | 0      |

## P
| Joueur               | Nationalité | Position  | Date de naissance | Période(s) | Matches (dont D1) | Buts | Jaunes | Rouges |
| -------------------- | ----------- | --------- | ----------------- | ---------- | ----------------- | ---- | ------ | ------ |
| Albert Paeschen      | Belgique    | ?         | 13/10/1927        | 1945-1951  | 0 (0)             | 0    | 0      | 0      |
| Vito Panepinto       | Belgique    | ?         | ?                 | 1985-1986  | 0 (0)             | 0    | 0      | 0      |
| Joseph Pannaye       | Belgique    | Défenseur | 29/07/1922        | 1941-1954  | 0 (0)             | 0    | 0      | 0      |
| Marc Pannaye         | Belgique    | ?         | 1/03/1965         | 1983-1986  | 0 (0)             | 0    | 0      | 0      |
| Pascal Pantusa       | Belgique    | ?         | 3/09/1971         | 1990-1991  | 5 (0)             | 2    | 0      | 0      |
| Vito Papalino        | Belgique    | ?         | 15/05/1962        | 1984-1987  | 0 (0)             | 0    | 0      | 0      |
| Edgard Passet        | Belgique    | ?         | 2/07/1932         | 1954-1956  | 0 (0)             | 0    | 0      | 0      |
| Georges Penders      | Belgique    | ?         | ?                 | 1940-1944  | 0 (0)             | 0    | 0      | 0      |
| Roger Perebome       | Belgique    | ?         | ?                 | 1928-1934  | 0 (0)             | 0    | 0      | 0      |
| Alphonse Petit       | Belgique    | ?         | ?                 | 1928-1934  | 0 (0)             | 0    | 0      | 0      |
| Luciano Pezzetti     | Italie      | Attaquant | 14/07/1942        | 1964-1969  | 0 (0)             | 0    | 0      | 0      |
| Vladimiro Pezzetti   | Italie      | Attaquant | 17/11/1938        | 1960-1969  | 0 (0)             | 0    | 0      | 0      |
| Fausto Piasta        | Belgique    | ?         | ?                 | 1947-1949  | 0 (0)             | 0    | 0      | 0      |
| Jean-Claude Pirmolin | Belgique    | ?         | ?                 | 1967-1971  | 0 (0)             | 0    | 0      | 0      |
| Laurent Pironnet     | Belgique    | ?         | 17/06/1954        | 1977-1984  | 0 (0)             | 0    | 0      | 0      |
| Albert Pirotte       | Belgique    | ?         | 16/01/1961        | 1986-1987  | 0 (0)             | 0    | 0      | 0      |
| Marc Pons-Obiols     | Belgique    | ?         | 6/05/1953         | 1974-1975  | 0 (0)             | 0    | 0      | 0      |
| Corneliu Popa        | Belgique    | ?         | ?                 | 1971-1972  | 0 (0)             | 0    | 0      | 0      |
| Luciano Pradella     | Italie      | Attaquant | 15/11/1944        | 1967-1976  | 0 (0)             | 0    | 0      | 0      |

## Q
| Joueur          | Nationalité | Position  | Date de naissance | Période(s) | Matches (dont D1) | Buts | Jaunes | Rouges |
| --------------- | ----------- | --------- | ----------------- | ---------- | ----------------- | ---- | ------ | ------ |
| Frederic Quandt | Belgique    | ?         | 7/09/1973         | 1991-1993  | 3 (0)             | 0    | 0      | 0      |
| Jules Quoilin   | Belgique    | Attaquant | 5/02/1929         | 1952-1961  | 0 (0)             | 0    | 0      | 0      |

## R
| Joueur                    | Nationalité | Position  | Date de naissance | Période(s) | Matches (dont D1) | Buts | RougesMichel Ruisseau |   |
| ------------------------- | ----------- | --------- | ----------------- | ---------- | ----------------- | ---- | --------------------- | - |
| Michel RUISSEAU           | Belgique    | Attaquant | 17/11/1959        | 1976-1980  | 0 (1)             |      | 0                     | 0 |
| Jean Ramet                | Belgique    | ?         | ?                 | 1941-1946  | 0 (0)             | 0    | 0                     | 0 |
| Hubert Rampen             | Belgique    | ?         | ?                 | 1956-1960  | 0 (0)             | 0    | 0                     | 0 |
| Francisco Rayaz Rodriguez | Belgique    | ?         | ?                 | 1979-1981  | 0 (0)             | 0    | 0                     | 0 |
| Claude Riga               | Belgique    | ?         | 30/11/1947        | 1975-1976  | 0 (0)             | 0    | 0                     | 0 |
| Roger Rion                | Belgique    | ?         | ?                 | 1985-1986  | 0 (0)             | 0    | 0                     | 0 |
| Armand Rossenfosse        | Belgique    | ?         | 23/02/1954        | 1976-1977  | 0 (0)             | 0    | 0                     | 0 |
| Antonio Russo             | Belgique    | ?         | 23/03/1974        | 1993-1994  | 0 (0)             | 0    | 0                     | 0 |
| Stéphane Russo            | Belgique    | ?         | 2/04/1964         | 1983-1987  | 0 (0)             | 0    | 0                     | 0 |
| Joseph Rutten             | Belgique    | ?         | 19/03/1935        | 1964-1967  | 0 (0)             | 0    | 0                     | 0 |
| Christian Romani          | Belgique    | ?         | 08/09/1967        | 1977-1988  | ? (0)             | 0    | 0                     | 0 |

## S
| Joueur                      | Nationalité | Position          | Date de naissance | Période(s) | Matches (dont D1) | Buts | Jaunes | Rouges |
| --------------------------- | ----------- | ----------------- | ----------------- | ---------- | ----------------- | ---- | ------ | ------ |
| Garmelo San Filippo         | Belgique    | ?                 | ?                 | 1969-1970  | 0 (0)             | 0    | 0      | 0      |
| Alphonse Sauvage            | Belgique    | ?                 | 17/05/1921        | 1950-1954  | 0 (0)             | 0    | 0      | 0      |
| Filippo Savona              | Belgique    | ?                 | 25/05/1973        | 1992-1993  | 3 (0)             | 0    | 1      | 0      |
| Orazio Schena               | Belgique    | ?                 | 30/10/1941        | 1968-1970  | 0 (0)             | 0    | 0      | 0      |
| Nicolas Schings             | Belgique    | ?                 | ?                 | 1948-1949  | 0 (0)             | 0    | 0      | 0      |
| Pierre Schmitz              | Belgique    | ?                 | 27/12/1948        | 1968-1971  | 0 (0)             | 0    | 0      | 0      |
| Heinz Schönberger           | Allemagne   | Milieu de terrain | 30/12/1949        | 1972-1975  | 89 (0)            | 8    | 0      | 0      |
| Peter Schwarz               | Belgique    | ?                 | 14/06/1953        | 1970-1972  | 0 (0)             | 0    | 0      | 0      |
| Fabian Sciortino            | Belgique    | ?                 | 4/05/1975         | 1993-1994  | 1 (0)             | 0    | 0      | 0      |
| Sean Seaward                | Belgique    | ?                 | 2/03/1973         | 1990-1991  | 0 (0)             | 0    | 0      | 0      |
| Claude Siemianow            | Belgique    | ?                 | ?                 | 1971-1975  | 0 (0)             | 0    | 0      | 0      |
| Pierre Silliard             | Belgique    | ?                 | 8/03/1958         | 1979-1980  | 0 (0)             | 0    | 0      | 0      |
| Dionizio Carlos Silva Filho | Brésil      | ?                 | 18/08/1971        | 1991-1993  | 48 (0)            | 17   | 4      | 0      |
| Hubert Simon                | Belgique    | ?                 | 23/09/1909        | 1930-1931  | 0 (0)             | 0    | 0      | 0      |
| Paul-Pierre Simons          | Belgique    | ?                 | 23/03/1926        | 1948-1958  | 0 (0)             | 0    | 0      | 0      |
| Mohamed Slimani             | Belgique    | ?                 | 3/06/1970         | 1988-1989  | 0 (0)             | 0    | 0      | 0      |
| Dragomir Sliskovic          | Belgique    | ?                 | 21/01/1943        | 1974-1976  | 0 (0)             | 0    | 0      | 0      |
| Ulrich Sluse                | Belgique    | Défenseur         | 8/04/1947         | 1971-1975  | 0 (0)             | 0    | 0      | 0      |
| Jean Smets                  | Belgique    | ?                 | 28/05/1923        | 1941-1944  | 0 (0)             | 0    | 0      | 0      |
| Steve Snow                  | États-Unis  | Attaquant         | 2/02/1971         | 1990-1991  | 22 (0)            | 5    | 2      | 0      |
| Werner Soers                | Belgique    | ?                 | 3/03/1958         | 1984-1985  | 0 (0)             | 3    | 1      | 0      |
| Thierry Solheid             | Belgique    | ?                 | 23/09/1963        | 1990-1993  | 42 (0)            | 2    | 0      | 0      |
| Claudio Sora                | Belgique    | ?                 | 21/10/1967        | 1989-1990  | 0 (0)             | 0    | 0      | 0      |
| Serge Spries                | Belgique    | ?                 | ?                 | 1974-1976  | 0 (0)             | 0    | 0      | 0      |
| Éric Spronck                | Belgique    | ?                 | 27/11/1963        | 1989-1995  | 109 (0)           | 3    | 14     | 2      |
| Laurent Stas De Richelle    | Belgique    | ?                 | 12/03/1966        | 1990-1993  | 75 (0)            | 13   | 6      | 0      |
| Albert Sulon                | Belgique    | Défenseur         | 3/04/1938         | 1968-1972  | 0 (0)             | 0    | 0      | 0      |
| Fuad Sultanovic             | Belgique    | ?                 | 9/08/1954         | 1980-1981  | 0 (0)             | 0    | 0      | 0      |

## T
| Joueur           | Nationalité | Position | Date de naissance | Période(s) | Matches (dont D1) | Buts | Jaunes | Rouges |
| ---------------- | ----------- | -------- | ----------------- | ---------- | ----------------- | ---- | ------ | ------ |
| Marcel Theunis   | Belgique    | ?        | ?                 | 1925-1929  | 0 (0)             | 0    | 0      | 0      |
| Vincent Thiriart | Belgique    | ?        | ?                 | 1927-1928  | 0 (0)             | 0    | 0      | 0      |
| Michel Thiry     | Belgique    | ?        | 3/02/1960         | 1983-1984  | 0 (0)             | 0    | 0      | 0      |
| Claudy Thompkins | Belgique    | ?        | 20/12/1945        | 1975-1980  | 0 (0)             | 0    | 0      | 0      |
| Guy Thorez       | Belgique    | ?        | 18/12/1943        | 1970-1972  | 0 (0)             | 0    | 0      | 0      |
| Ehmer Tihange    | Belgique    | ?        | ?                 | 1958-1968  | 0 (0)             | 0    | 0      | 0      |

## U
| Joueur    | Nationalité | Position | Date de naissance | Période(s) | Matches (dont D1) | Buts | Jaunes | Rouges |
| --------- | ----------- | -------- | ----------------- | ---------- | ----------------- | ---- | ------ | ------ |
| Bruno Use | Belgique    | ?        | 20/09/1971        | 1994-1995  | 0 (0)             | 0    | 0      | 0      |

## V
| Joueur                | Nationalité | Position | Date de naissance | Période(s) | Matches (dont D1) | Buts | Jaunes | Rouges |
| --------------------- | ----------- | -------- | ----------------- | ---------- | ----------------- | ---- | ------ | ------ |
| Henri Valkenborgh     | Belgique    | ?        | 29/07/1951        | 1975-1976  | 0 (0)             | 0    | 0      | 0      |
| André Van Baelen      | Belgique    | ?        | 17/08/1953        | 1979-1984  | 0 (0)             | 0    | 0      | 0      |
| Walthere Van Dooren   | Belgique    | ?        | 3/07/1909         | 1927-1929  | 0 (0)             | 0    | 0      | 0      |
| Hubert Van Dormael    | Belgique    | ?        | 12/12/1933        | 1958-1962  | 0 (0)             | 0    | 0      | 0      |
| Jacques Van Hooren    | Belgique    | ?        | ?                 | 1962-1968  | 0 (0)             | 0    | 0      | 0      |
| Jules Van Loo         | Belgique    | ?        | 3/12/1957         | 1979-1987  | 0 (0)             | 3    | 5      | 1      |
| Leo Van Rompaey       | Belgique    | ?        | 7/02/1923         | 1949-1951  | 0 (0)             | 0    | 0      | 0      |
| Bruno Van Sevenant    | Belgique    | ?        | 7/06/1972         | 1992-1994  | 3 (0)             | 0    | 0      | 0      |
| Camille Vandenbossche | Belgique    | ?        | 23/06/1925        | 1946-1952  | 0 (0)             | 0    | 0      | 0      |
| Martin Vanderhoeven   | Belgique    | ?        | ?                 | 1933-1942  | 0 (0)             | 0    | 0      | 0      |
| Louis Vandeweyer      | Belgique    | ?        | ?                 | 1933-1934  | 0 (0)             | 0    | 0      | 0      |
| Marc Vandijck         | Belgique    | ?        | ?                 | 1985-1987  | 0 (0)             | 0    | 0      | 0      |
| Florent Vannitsen     | Belgique    | ?        | ?                 | 1941-1944  | 0 (0)             | 0    | 0      | 0      |
| Michel Vanstalle      | Belgique    | ?        | ?                 | 1964-1970  | 0 (0)             | 0    | 0      | 0      |
| Joseph Vecchio        | Belgique    | ?        | ?                 | 1970-1972  | 0 (0)             | 0    | 0      | 0      |
| Philippe Veldic       | Belgique    | ?        | 3/08/1971         | 1993-1994  | 0 (0)             | 0    | 0      | 0      |
| Francis Verdone       | Belgique    | ?        | 7/03/1972         | 1994-1995  | 3 (0)             | 0    | 0      | 0      |
| Danillo Versali       | Belgique    | ?        | 13/04/1922        | 1943-1956  | 0 (0)             | 0    | 0      | 0      |
| Louis Verstrepen      | Belgique    | ?        | ?                 | 1971-1973  | 0 (0)             | 0    | 0      | 0      |
| Calogero Villardita   | Belgique    | ?        | 16/04/1973        | 1994-1995  | 0 (0)             | 0    | 0      | 0      |
| Jozef Vissers         | Belgique    | ?        | ?                 | 1941-1944  | 0 (0)             | 0    | 0      | 0      |
| Johnny Vos            | Belgique    | ?        | 6/11/1951         | 1975-1976  | 0 (0)             | 0    | 0      | 0      |
| Marino Vozza          | Belgique    | ?        | 29/06/1974        | 1994-1995  | 2 (0)             | 0    | 0      | 0      |
| Slaven Vrbanic        | Belgique    | ?        | 9/08/1967         | 1993-1994  | 7 (0)             | 1    | 2      | 0      |
| Jean-Marc Vroman      | Belgique    | ?        | 8/08/1957         | 1979-1980  | 0 (0)             | 0    | 0      | 0      |

## W
| Joueur             | Nationalité | Position | Date de naissance | Période(s) | Matches (dont D1) | Buts | Jaunes | Rouges |
| ------------------ | ----------- | -------- | ----------------- | ---------- | ----------------- | ---- | ------ | ------ |
| Henri Wauters      | Belgique    | ?        | ?                 | 1925-1929  | 0 (0)             | 0    | 0      | 0      |
| Francis Weisgerber | Belgique    | ?        | ?                 | 1968-1970  | 0 (0)             | 0    | 0      | 0      |
| Philippe Wera      | Belgique    | ?        | 30/10/1959        | 1980-1985  | 0 (0)             | 0    | 2      | 0      |
| Gerard Willez      | Belgique    | ?        | ?                 | 1951-1957  | 0 (0)             | 0    | 0      | 0      |
| Marciej Willmann   | Belgique    | ?        | 14/07/1973        | 1993-1995  | 33 (0)            | 0    | 2      | 0      |
| Raymond Wislet     | Belgique    | ?        | ?                 | 1928-1929  | 0 (0)             | 0    | 0      | 0      |
| François Wouters   | Belgique    | ?        | ?                 | 1927-1934  | 0 (0)             | 0    | 0      | 0      |

## Z
| Joueur            | Nationalité | Position          | Date de naissance | Période(s) | Matches (dont D1) | Buts | Jaunes | Rouges |
| ----------------- | ----------- | ----------------- | ----------------- | ---------- | ----------------- | ---- | ------ | ------ |
| Fabrice Zangrando | Belgique    | ?                 | 7/05/1968         | 1990-1991  | 0 (0)             | 0    | 0      | 0      |
| Ahmed Zejnilagic  | Belgique    | ?                 | 18/04/1945        | 1974-1976  | 0 (0)             | 0    | 0      | 0      |
| Abdel Zettouti    | Belgique    | ?                 | 31/07/1967        | 1990-1991  | 2 (0)             | 0    | 1      | 0      |
| Karim Zouaoui     | Maroc       | Milieu de terrain | 12/11/1971        | 1994-1995  | 26 (0)            | 7    | 1      | 0      |

### Sources
- (nl) « Liste des joueurs du club », sur Belgian Soccer Database (Tilleur FC)
- (nl) « Liste des joueurs du club », sur Belgian Soccer Database (R. FC Tilleur-Saint-Nicolas)